# Augusztusi köd
Az Augusztusi köd (eredeti német címén Nebel im August) Kai Wessel rendező német-osztrák koprodukcióban készült nagyjátékfilmje Robert Domes azonos című regénye alapján, amelyet 2016. szeptember 29-én mutattak be a német mozikban. A premierre 2016. szeptember 26-án került sor az esseni Lichtburg moziban.
A film Ernst Lossa, egy jenis fiú igaz történetét dolgozza fel Dél-Németországban az 1940-es évek elején. Egyetlen ember sorsát  példaként használva mutatja be a filmdráma a több ezer náci gyilkosságot, amelyeket orvosok és az ápolószemélyzet hajtott végre bizonyos kórházakban és idősotthonokban „Aktion Gnadentod” néven. A többszörösen díjazott filmben a fiúnak egy nővér halálos injekciót ad, mert nevelhetetlennek találja.

## Cselekmény
|  | Alább a cselekmény részletei következnek! |

A 13 éves augsburgi Ernst Lossát, a jenis kisebbségbe tartozó fiút különválasztják családjától, és 1944. május 5-én felveszik a Sargau Szanatórium és Idősotthonba, mivel nehezen nevelhetőnek minősítik. A kezdeti ellenállás („Nem vagyok idióta!”) után megszokja az intézményi életet, és az öreg gondnok, Witt segítőjévé válik. Többek között neki kell kitakarítania azt a helyiséget is, ahol a boncolásokat végzik. Az intézményvezető dr. Veithausen úgy tesz, mintha emberséges lenne („Itt senkit nem vernek meg.”), de következetesen végrehajtja az eutanáziaprogramot, amely során az intézmény lakóit rendszeresen buszozni viszik, de vissza már nem térnek onnan. Segítője, Hechtle csak azt a tényt kritizálja, hogy a kiválasztást Berlin végzi, és hogy a listán időnként vannak olyan munkaképes emberek, akiket a betakarításnál lehetne alkalmazni.
A mezőkön végzett munka közben Ernst összebarátkozik egy másik fiúval, aki ismeri a kijáratot a tetőre, ahol egy kis szabadságot élvezhetnek. A fiút végül a szülei elviszik. Ernst abban is meg van győződve, hogy apja (mivel az anyja már meghalt) őt is kihozza onnan és Amerikába viszi, ahogy ígérte neki. Az apa valóban eljön, de az intézmény nem engedi elvinni Ernstet, mert apja utazókereskedőként nem tudja igazolni az állandó lakóhelyre történő regisztráció megerősítését.
Ernst  találkozik Nandllal, akinek már nincsenek rokonai. Amikor ketten a többiektől elkülönülve az erdőben dolgoznak, Nandl epilepsziás rohamot kap. Ernst segítséget nyújt, majd mindketten visszatérnek az intézménybe. Ernst elmondja újdonsült barátjának, hogy halála után holló, apja pedig nyúl lesz majd. Hagyományaik szerint mindenkinek van egy szabad „életkívánsága”, amelyet egy jenisnek teljesítenie kell, ha erre kérik őket. Nandl azonnal azt mondja, hogy ő újra korcsolyázni szeretne, ám barátja arra kéri, hogy kétszer is gondolja át az „életkívánságát.”
Egy napon megváltozik az eutanázia program, és az intézményeknek maguknak kell megölniük a fogvatartottakat. Ezenkívül az intézménybe érkezik a „szakápoló” Edith, aki málnalében oldott barbiturátok túladagolásával megöli a gyerekeket. Dr. Veithausen egy új táplálkozási tervvel kísérletezik, amelyben a betegek csak túlfőzött zöldséglevest kapnak. A zöldségek azonban a rossz elkészítés miatt minden szükséges tápanyagot nélkülöznek, és a betegek ennek következtében gyorsan fogyni kezdenek. Az igazgató előadást tart más eutanázia intézetek vezetőinek, amelyben dicséri az „elvonási étrendet”, mint lehetőséget arra, hogy az eutanázia programot feltűnés és gyógyszerek nélkül hajtsák végre.
Egyre több gyermekhal meg hirtelen, miután Edit nővér málnalevet adott nekik. Sophia lelkigondozó főnővér beszámol az eseményekről Dr. Veithausennek, de tőle azt a választ kapja, hogy mindenkinek saját felelőssége, hogy "megszabadítsa" a betegeket szenvedéseiktől. Sophia nővér egyházmegyéje püspökéhez fordul, ám az elmondja neki, hogy a politikai helyzet nehéz az egyház számára, így nem tehetnek ez ellen semmit. Egyetlen lehetőségként vissza kell térnie az intézménybe, hogy megvigasztalhassa a túlélőket. Amikor a néma lányra, Amelie-re kerül a sor, akit mindig Ernst táplált, megakadályozza a barbiturátok beadását, és Sophia főnővérrel együtt elrejtik a gyereket.
Ernst megtudja, hogy hamarosan elérkezik Nandl születésnapja, így ellopja a boltozatos pince kulcsát és meghívja, hogy onnan tegyenek egy kirándulást a közeli tóhoz. A fiú egy korcsolyát hozott, annak ellenére, hogy augusztus közepe van. A két barát evezős hajókirándulást tesz a tavon éjjel. Itt Ernst elmondja neki, hogy a korcsolya nem a tényleges születésnapi ajándék a számára, hanem azt, hogy el akarja juttatni Nandlt Amerikába, ahol a következő télen együtt korcsolyázhatnak a Michigan-tó jegén.
Amikor Theresát, Nandl süket barátját is megölik, ő az intézmény egy másik fogvatartottját, Hechtlét vádolja gyilkossággal. Verekedés tör ki, de a végén benyugtatózzák. A helyzet egyre feszültebb, az elrepülő brit bombázók hangja hallatszódik újra meg újra, ráadásul az intézmény élelmiszer-ellátása is egyre romlik. Nandl és Ernst elhatározzák, hogy megszöknek és elmenekülnek. Az ebédnél Ernst nem hajlandó megenni a halat, a zűrzavart, amely akkor tört ki, amikor más fogvatartottak is csatlakoztak és eldobálták a halakat, egy légiriadó szakítja meg. Nandl és Ernst a káoszt akarják kihasználni, hogy elmeneküljenek a boltozatos légvédelmi pincéből, de bombák esnek az intézmény területére. Sophia főnővér, aki szintén az alagsorba menekült, Amelie-vel együtt meghal, míg Nandl megsérül és ágynyugalmat írnak elő neki. Sophia nővér temetésén Ernst megsérteti dr. Veithausent, hazug és gyilkos embernek nevezi, aki ezután felveszi őt a halotti listára. Nandl arra kéri Ernstet, hogy meneküljön nélküle, és hogy ez az ő végleges  „életkívánsága.” Sajnos már késő, Edith nővér és Hechtle elmennek érte és elviszik a kórházi szobába, ahol állítólag éjszakázni fog. A hollótól, ami hirtelen megjelenik Nandl kórházi szobájának ablakánál, majd a gondnok információiból világossá válik számára, hogy Ernst meghalt. Ennek ellenére mankóval bevánszorog az ebédlőbe, és bejelenti, hogy Ernstnek sikerült kiszabadulnia, és most már Amerikában van.
|  | Itt a vége a cselekmény részletezésének! |

## Szereplők
- Ivo Pietzcker: Ernst Lossa
- Sebastian Koch: Dr. Walter Veithausen
- Fritzi Haberlandt: Schwester Sophia
- Henriette Confurius: Edith Kiefer
- Thomas Schubert: Paul Hechtle
- Branko Samarovski: Max Witt
- David Bennent: Oja
- Jule Hermann: Nandl
- Niklas Post: Josef
- Karl Markovics: Christian Lossa
- Christian Redl: Püspök
- Carla Karsten: Amelie Riemann
- Franziska Singer: Frau Klein
- Juls Serger: Hermann Klein

## A film háttere
A forgatásra 2015. május 6. és 2015. július 9. között került sor. A filmfelvételek nagy része a Deutschordenskommende Mülheimben és az LWL-Klinik Warsteinben készült, amely múltja szintén kötődik a nácik eutanáziaprogramjához, mivel egykor Valentin Faltlhauser volt a főorvosa, aki a T4-program szakértőjeként is tevékenykedett a Harmadik Birodalom egész területén. Tettéért mindössze 3 év börtönt kapott, Pauline Kneisslers nővér pedig 1 év múlva amnesztiát kapott, majd továbbra is gyermekekkel foglalkozott.
Michael von Cranach, a Kaufbeureni Körzeti Kórház volt orvosigazgatója és a náci gyilkosságok kutatásának szakértője tudományos tanácsadóként vett részt a munkálatokban, hogy minél hitelesebb legyen a történelmi háttér.
Domes regényéből színházi adaptáció is készült, amelynek bemutatója 2018. március 16-án volt a memmingeni Landestheater Schwaben színházban.

## Díjak
- 2015: Bayerischer Filmpreis a legjobb rendezőnek, Kai Wesselnek
- 2016: Friedenspreis des Deutschen Films – Die Brücke nemzeti fődíja
- 2016: Günter-Rohrbach-Filmpreis:
  - a legjobb férfi főszereplő díja Sebastian Kochnak
  - a Saar-vidéki Televízió különdíja Ivo Pietzcker részére
  - jelölés a Günter-Rohrbach-Filmpreisra
- 2016: Giffoni Nemzetközi Filmfesztivál – CGS-díj és 2. hely ifjúsági film kategóriában[7]
- 2017: Österreichischer Filmpreis a legjobb férfi mellékszereplőnek, Branko Samarovskinak
- 2017: Deutscher Filmpreis a legjobb női mellékszereplőnek, Fritzi Haberlandtnak
- 2017: Deutscher Regiepreis Metropolis legjobb rendezői díja Kai Wessel számára[8]

## Fordítás
- Ez a szócikk részben vagy egészben  a   Nebel im August című német Wikipédia-szócikk ezen változatának fordításán alapul.  Az eredeti cikk szerkesztőit annak laptörténete sorolja fel. Ez a jelzés csupán a megfogalmazás eredetét és a szerzői jogokat jelzi, nem szolgál a cikkben szereplő információk forrásmegjelöléseként.